# 스티븐 오도넬 (오스트레일리아의 배우)
스티븐 오도넬(영어: Steven O'Donnell, 1980년 12월 5일 ~ )은 오스트레일리아의 배우, TV 사회자, 작가이다. 오클랜드에서 태어났다.

## 출연 작품

### 영화
- 언데드 (2003)